# Архиепархия Л’Акуилы
Архиепархия Л’Акуилы (лат. Archidioecesis Aquilana, итал. Arcidiocesi di L'Aquila) — архиепархия-митрополия Римско-католической церкви, входящая в церковную область Абруццо-Молизе. В настоящее время архиепархией управляет архиепископ-митрополит Антонио Д’Анджело.
Клир епархии включает 155 священников (121 епархиального и 34 монашествующих священников), 2 диаконов, 48 монахов, 297 монахинь.
Адрес епархии: Campo di Pile, 67100 L’Aquila.
Покровителем архиепархии Л’Акуилы является святой Максим Авейский — покровитель епархии Форконио, упразднённой в 1256 году и давшей начало архиепархии Л’Акуилы.

## Территория
В юрисдикцию архиепархии входят 147 приходов в 26 коммунах Абруццо: все 26 в провинции Л’Акуила.
Декретом Папы Александра IV от 22 декабря 1256 года кафедра была основана в церкви Святых Георгия и Максима в Л’Акуиле.
В состав митрополии (церковной провинции) Л’Акуилы входят:
- Архиепархия Л’Акуилы;
  - Епархия Авеццано;
  - Епархия Сульмона-Вальвы.

### Санктуарий Папы Иоанна Павла II
18 мая 2011 года монсеньор Джузеппе Молинари, архиепископ-митрополит Л’Акуилы, основал санктуарий Блаженного Папы Иоанна Павла II в церкви Сан Пьетро делла Йенка, некогда названной этим Папой «местом созерцания Бога в общении с природой».

## История
На территории, ныне входящей в архиепархию Л’Акуилы, с I века существовали три древних епархии: Амитерно (Сан-Витторино), Форконио (Баньо) и Питинум (Петтино).
Списки епископов этих кафедр являются неполными. Так, кафедру Амитерно занимали Витторино, мученик при императоре Нерве, Касторий, упоминаемый Папой Григорием Великим, Четео, замученный лангобардами в Амбо, и Леандр, брат Папы Стефана II. Кафедру Форконио занимали Чезо, сопровождавший Папу Иоанна XII и императора Оттона I, когда они совершали паломничество к мощам святого Максима, Раньеро, ставленник Папы Александра II, и Берардо да Падула, епископ с 1252 года, спустя несколько лет ставший первым епископом Л’Акуилы. Из всех епископов, занимавших кафедру Питинума, известно лишь имя Романо. Эта епархия была включена в состав епархии Амитерно.
Основание епархии Л’Акуилы по просьбе местных властей провозглашалось буллой от 22 декабря 1256 года и стало причиной упразднения епархии Форконио. Папа Александр IV предоставил недавно основанному городу епископское достоинство и перенёс кафедру из Форконио, со всеми её привилегиями, в собор Святых Георгия и Максима в Л’Акуиле. Привилегией Purae fidei от 20 февраля 1257 года понтифик указал границы епархии, включив в них территории епархии Амитерно.
В 1818 году Папа Пий VII и Фердинандо I Бурбон упразднили епархию Читтадукале и включили её территорию в епархию Л’Акуилы.
Чтобы вознаградить преданность местного населения Святому Престолу и достоинства епископа Луиджи Филиппи, Апостольским посланием от 19 января 1876 года Папа Пий IX преобразовал епархию в архиепархию Л’Акуилы, поставив её в прямое подчинение Святому Престолу.
В соответствии с новыми положениями II Ватиканского Собора, апостольским посланием Cum cognitum от 15 августа 1972 года Папа Павел VI повысил статус архиепархии до архиепархии-митрополии и присвоил архиепископу Костантино Стелла титул митрополита. Он также ввёл в состав новой митрополии две епархии: Марси (с кафедрой в Авеццано) и Вальва и Сульмона.
Декретом Quo aptius от 21 июня 1976 года Конгрегации по делам епископов, после корректировки границ, согласованных с епархией Риети, архиепархия Л’Акуилы приобрела нынешние границы. 25 приходов, которые некогда входили в упразднённую епархию Читтадукале, были объединены с епархией Риети, а 21 приход этой епархии, наоборот, вошёл в состав архиепархии Л’Акуилы.
В 2006 году архиепархия Л’Акуилы отметила 750-летие со дня своего основания.
Собору, резиденции архиепископа и нескольким храмам архиепархии был нанесён серьёзный ущерб в результате землетрясения 2009 года. Папа Бенедикт XVI посетил Л’Акуилу 28 апреля 2009 года и молился над мощами Святого Папы Целестина V в базилике Санта Мария ди Коллемаджо, также пострадавшей от землетрясения.

## Ординарии епархии

### Кафедра Форконио
- Флор (680);
- Иоанн I (853—866);
- Альбин;
- Гвальдерик (968—1028);
- святой Райнер (1072—1077);
- Берардо I (1160—1170);
- Пагано (1170—1078);
- Берардо II (1187);
- Одоризио (1188—1198);
- Джованни II (1204—1206), назначен епископом Перуджи;
- Ануто (1208);
- Теодино (1209);
- Теодоро (1220);
- Томмазо (1224—1226);
- Берардо да Падула (1252—1256), первый епископ Л’Акуилы;

### Кафедра Л’Акуилы
| - Берардо да Падула (1256—1264); - Никколо Синиццо (1267—1294), цистерцианец; - Никола Кастрочели (1294—1303), доминиканец; - Бартоломео Конти (1303—1312); - Филиппо Дельчи (1312—1327), еремит-августинец; - Анджело Аччаюоли (1328—1342), доминиканец; назначен архиепископом Флоренции; - Пьетро Гульельми (1343—1346); - Паоло Райнальди (1349—1353), назначен епископом Асколи Пичено; - Исакко Бинди (1353—1355), назначен епископом Асколи Пичено; - Паоло Райнальди (1355—1377), вторично; - Джованни Дзаккеи (1377—1381), доминиканец; - Стефано Сидонио (1381—1382); - Клементе Сечинари (1382—1384); - Оддо (1386—1388); - Людовико Кола (1389—1399), назначен епископом Риети; - Якопо Донадеи (1401—1431); - Амико Аньифили (1431—1472); - Франческо Аньифили (1472—1476); - Амико Аньифили (1476), вторично; - Людовико Борджо (1477—1485); - Джованбаттиста Гальоффи (1486—1491); - Джованни Ди Леоне (1493—1502); - Гвальтьеро Суардо (1502—1504), бенедиктинец; - Джованни да Прато (1504—1506), францисканец; - Энрико д’Арагона (1508—1509); - Франческо Франки (1517—1523); - Джованни Пикколомини (1523—1525), апостольский администратор; - Помпео Колонна (1525—1532), апостольский администратор; - Джованни Пикколомини (1532—1537), апостольский администратор, вторично; - Бернардо Санчо (1538—1552); - Альваро Делла Куадра (1553—1561); - Джованни Д’Акунья (1561—1579); | - Мариано Де Раччаккарис (1579—1592), францисканец-обсервант; - Базилио Пиньятелли (1593—1599), театинец; - Джузеппе де Росси (1599—1605), назначен архиепископом Ачеренцы и Матеры; - Гундисальво Де Руэнда (1605—1622), назначен епископом Галлиполи; - Альваро Мендоса (1622—1628), францисканец; назначен епископом Хака; - Гаспаре Де Гайозо (1628—1646); - Клементе Дель Пеццо (1646—1651), театинец; назначен епископом Кастелламмаре ди Стабия; - Франческо Теллио Де Леон (1654—1662), театинец; - Карло Де Анджелис (1663—1674), назначен епископом Ачерры; - Джованни де Торресилья и Карденас (1676—1681), назначен архиепископом Бриндизи; - Арканджело Типальди (1681—1682), францисканец-обсервант; - Игнацио Делла Церда (1683—1702), еремит-августинец; - Доменико Тальялатела (1718—1742); - Джузеппе Коппола (1742—1749), назначен епископом Кастелламмаре ди Стабия; - Людовико Сабатини (1750—1776); - Бенедетто Червоне (1777—1788); - Франческо Саверио Гвальтьери (1792—1817), назначен епископом Казерты; - Маньери Джованни (1818—1844); - Микеле Навацио (1845—1851); - Луиджи Филиппи (1853—1881); - Аугусто Антонино Вичентини (1881—1892); - Франческо Паоло Каррано (1893—1906), назначен архиепископом Трани и Барлетты; - Пеллегрино Франческо Станьи (1907—1916), сервит; - Адольфо Турки (1918—1929); - Гауденцио Мануэлли (1931—1941); - Карло Конфалоньери (1941—1950), назначен секретарём Конгрегации католического образования; - Костантино Стелла (1950—1973); - Карло Мартини (1973—1983); - Марио Перессин (1983—1998); - Джузеппе Молинари (6 июня 1998 — 8 июня 2013); - кардинал Джузеппе Петрокки (8 июня 2013 — 1 августа 2024); - Антонио Д’Анджело (1 августа 2024 — по настоящее время). |  |

### Джузеппе Молинари
Джузеппе Молинари родился в Скоппито, в провинции Л’Акуила 11 января 1938 года. Бывший епископом Риети с 1989 года, он был назначен Папой Иоанном Павлом II викарием архиепископа Л’Акуилы 16 марта 1996 года, а 6 июня 1998 года стал преемником Марио Перессин на архиерейской кафедре. Он пережил землетрясение 2009 года, которое разрушило его комнату в резиденции архиепископа. 8 июня 2013 года папа Франциск принял его отставку и назначил новым архиепископом-митрополитом Л’Акуилы Джузеппе Петрокки, епископа Латина-Террачина-Сецце-Приверно.

## Статистика
На июнь 2013 года из 112 500 человек, проживающих на территории епархии, католиками являлись 111 100 человек, что соответствует 98,8 % от общего числа населения епархии.
| год  | население | население | население | священники | священники        | священники         | священники                           | постоянные диаконы | монахи  | монахи  | приходы |
| год  | католики  | всего     | %         | всего      | белое духовенство | черное духовенство | число католиков на одного священника | постоянные диаконы | мужчины | женщины | приходы |
| ---- | --------- | --------- | --------- | ---------- | ----------------- | ------------------ | ------------------------------------ | ------------------ | ------- | ------- | ------- |
| 1950 | 115.000   | 115.000   | 100,0     | 225        | 153               | 72                 | 511                                  |                    | 139     | 335     | 145     |
| 1970 | 96.959    | 97.625    | 99,3      | 182        | 101               | 81                 | 532                                  |                    | 114     | 454     | 148     |
| 1980 | 96.600    | 98.700    | 97,9      | 145        | 75                | 70                 | 666                                  |                    | 83      | 311     | 147     |
| 1990 | 100.000   | 105.500   | 94,8      | 130        | 74                | 56                 | 769                                  |                    | 68      | 273     | 146     |
| 1999 | 100.000   | 105.500   | 94,8      | 124        | 90                | 34                 | 806                                  |                    | 48      | 287     | 147     |
| 2000 | 105.000   | 107.220   | 97,9      | 136        | 102               | 34                 | 772                                  |                    | 48      | 287     | 147     |
| 2001 | 105.000   | 107.220   | 97,9      | 142        | 108               | 34                 | 739                                  |                    | 48      | 287     | 147     |
| 2002 | 105.000   | 107.220   | 97,9      | 151        | 117               | 34                 | 695                                  | 2                  | 48      | 287     | 147     |
| 2003 | 106.000   | 108.300   | 97,9      | 151        | 117               | 34                 | 701                                  | 2                  | 48      | 287     | 147     |
| 2004 | 106.000   | 108.300   | 97,9      | 155        | 121               | 34                 | 683                                  | 2                  | 48      | 287     | 147     |